# Morselle
Der veraltete Begriff Morselle, auch Morsulus, gebräuchlicher: Pluralform Morsuli (auch Morselli, deutsch Morsellen) (lat. morsus – Biss) bezeichnet ein magenstärkendes Zuckerwerk. Morsulus heißt wörtlich übersetzt: der kleine Biss oder Happen, also das Diminutiv, die Verniedlichungsform von morsus.
Bereits vor Verwendung von Haushaltszucker, sowohl Rohrzucker als auch von Rübenzucker, wurden Morsellen als Trägersubstanz verwendet. Sie bestanden aus einer plastischen Masse von kleingehackten Mandeln und Nüssen, die mit Honig vermengt und dann auf kleine runde Backoblaten aufgebracht wurden. So konnten auch flüssige Arzneimittel mit sehr bitterem Eigengeschmack verabreicht werden, z. B. Maiglöckchentinktur oder kleine Pulvermengen von Strychnin als Kreislaufmittel. Diese Morsellenvariante wird primär als Arzneikonfekt bezeichnet.

Morsuli/Morsellen vor entsprechendem Gefäß

Morsellen waren kleine viereckige Täfelchen aus Zucker. Sie werden hergestellt, indem man eine Zuckerlösung eindampft, arzneilich wirksame Stoffe in Pulverform beigibt, die Masse in Formen ausgießt und dann in kleine Bissen zerschneidet. Man bediente sich der Morsellen als Träger für bittere oder anderweitig schlecht schmeckende Arzneistoffe, um deren Einnahme angenehmer zu machen.
Heute stellen einige Apotheken Morsellen noch als weihnachtliches Konfekt her.